# Ray Blackhall
Ray Blackhall, diminutivo di Raymond Blackhall (Ashington, 19 febbraio 1957) è un ex calciatore inglese, di ruolo difensore.

## Carriera
Dopo aver giocato nelle giovanili del Newcastle Utd esordisce in prima squadra (e contestualmente quindi anche tra i professionisti) nella stagione 1974-1975, all'età di 17 anni, giocando una partita nella prima divisione inglese; disputa poi 3 partite nella stagione 1975-1976, mentre a partire dal 1976 gioca con maggior frequenza: nelle stagioni 1976-1977 e 1977-1978 totalizza infatti rispettivamente 17 e 16 presenze in prima divisione con le Magpies, per un totale in carriera di 37 partite giocate in questa categoria; in seguito tra il 1978 ed il 1982 milita nello Sheffield Weds, con cui trascorre due stagioni in terza divisione (dal 1978 al 1980) e due stagioni in seconda divisione (dal 1980 al 1982) per un totale di 115 presenze ed una rete (che rimane peraltro la sua unica in carriera nei campionati della Football League) in incontri di campionato con la maglia degli Owls. Nel 1982, dopo una breve parentesi in Svezia all'IK Tord, passa al Mansfield Town, club di quarta divisione, con cui nell'arco di un biennio gioca in totale 15 partite di campionato; trascorre poi la prima parte della stagione 1984-1985 al Carlisle Utd, con cui gioca un'ultima partita da professionista (sempre in quarta divisione) per poi passare agli Blyth Spartans, club semiprofessionistico inglese, con cui nel 1985, all'età di 28 anni, termina la carriera.
In carriera ha totalizzato complessivamente 168 presenze ed una rete nei campionati della Football League.

## Palmarès

### Club

#### Competizioni internazionali
- Texaco Cup: 2

Newcastle: 1974, 1975